# Horné Otrokovce
Horné Otrokovce (in ungherese Felsőatrak) è un comune della Slovacchia facente parte del distretto di Hlohovec, nella regione di Trnava.